# Hidróxido

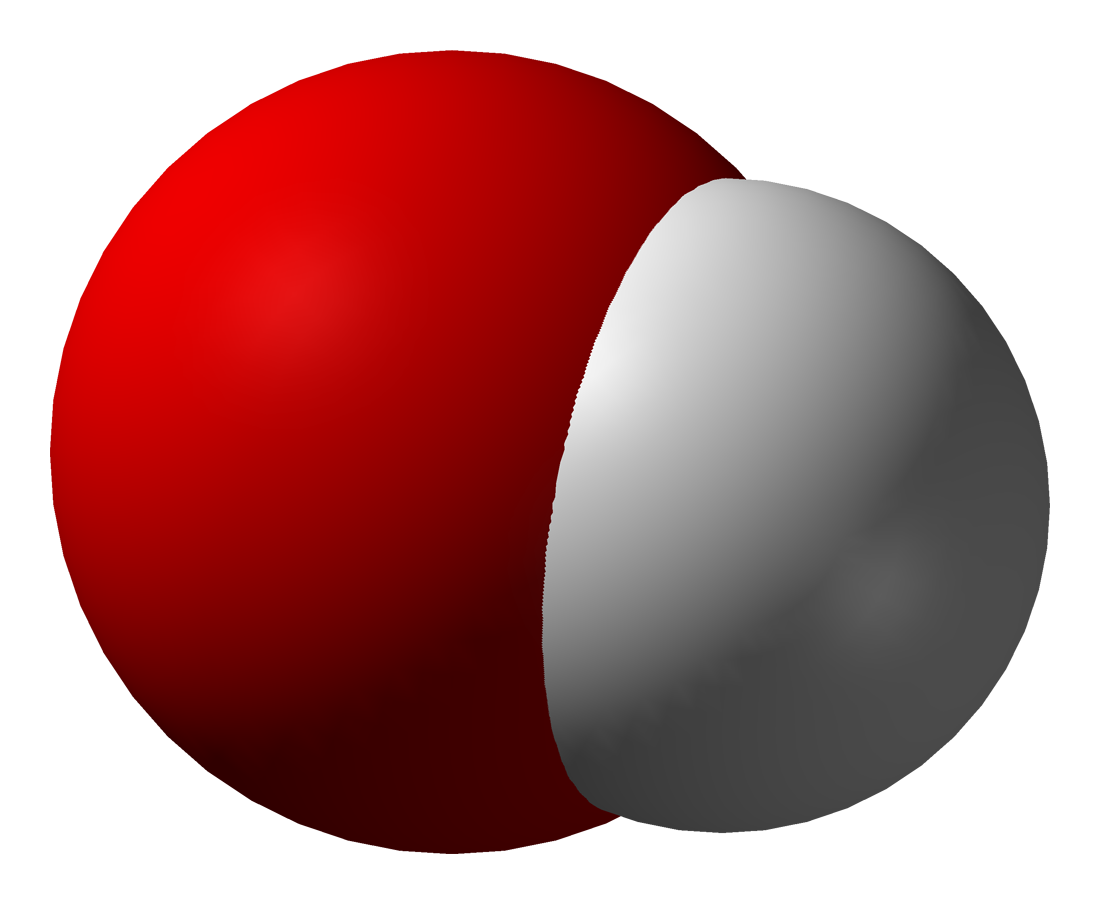
Geometria molecular do anião hidróxido.

O termo hidróxido pode referir-se ao ânion hidróxido (OH−) ou a uma função química caracterizada por um catião (português europeu) ou cátion (português brasileiro) (geralmente um metal, exceção feita apenas ao catião amônio) e um anião (português europeu) ou ânion (português brasileiro) hidroxila. Os exemplos mais conhecidos são o hidróxido de sódio (NaOH), vulgarmente chamado de "soda cáustica", e o hidróxido de potássio (KOH), também conhecido como "potassa cáustica". Os hidróxidos são caracterizados por seu caráter básico (tingem de azul o papel de tornassol, por exemplo). 
Todos os hidróxidos de elevado grau de ionização (bases fortes) são solúveis em água, por serem fortemente iônicos, com exceção do hidróxido de magnésio e do hidróxido de berílio.

## Nomenclatura
Hidróxido de + (nome do cátion)
Se houver diferentes hidróxidos com cátions de um mesmo elemento principal, deve-se pôr, após o nome do cátion e entre parênteses, o número de oxidação do elemento principal, em algarismos romanos.

### Exemplos
- hidróxido de sódio → NaOH
- hidróxido de cálcio → Ca(OH)2
- hidróxido de magnésio → Mg(OH)2
- hidróxido de amônio → NH4OH
- hidróxido de alumínio → Al(OH)3
- hidróxido de ferro (II) → Fe(OH)2
- hidróxido de ferro (III) → Fe(OH)3

## Classificação
- Wikilivros

a) Quanto ao número de grupos OH− liberados na dissociação de uma fórmula da base em meio aquoso:
- monobases → NaOH, NH4OH, KOH, etc.
- dibase ou bibase → Ca(OH)2, Mg(OH)2, Fe(OH)2, etc.
- tribases → Al(OH)3, Fe(OH)3, Cr(OH)3, etc.
- tetrabases → Mn(OH)4, Pb(OH)4, Sn(OH)4, etc.

(acima de dois OH– liberados, já pode ser utilizada também a nomenclatura "polibase".)
b) Quanto à solubilidade em água:
- bases solúveis → São as bases de metais alcalinos e de amônio, além do hidróxido de tálio (I).
- bases parcialmente solúveis → São bases de metais alcalinoterrosos — exceto de magnésio e de berílio —.
- bases praticamente insolúveis → São todas as outras bases com exceção dos dois itens anteriores (são praticamente insolúveis os hidróxidos de magnésio e de berílio).

c) Quanto à força:
- bases fortes → São as bases de metais alcalinos e alcalinoterrosos — exceto de berílio[1] — e o hidróxido de tálio (I).
- bases fracas → São todas as outras bases com exceção do item anterior (é fraco o hidróxido de berílio).

(A "força" da base vem da sua capacidade de dissociação em meio aquoso, ou seja, quanto mais íons OH− forem dissociados em água, mais forte será a base.)